# Harry R. Truman
Harry R. Truman (30. října 1896 – 18. května 1980) byl obyvatel amerického státu Washington, který bydlel u hory St. Helens. Vlastnil chatu na břehu jezera Spirit lake u úpatí hory. Proslavil se několik měsíců před výbuchem sopky v roce 1980, kdy odmítl odejít ze svého domova i přes pokyny k evakuaci. Trumana nejspíše zabil pyroklastický proud, který se přehnal přes jeho chatu a pohřbil ji 50 metrů pod zem. V roce 1980 u Hory St. Helens zemřelo celkem 57 lidí.
V roce 1981 ztvárnil Trumana Art Carney v dokumentárním dramatu St. Helens. Dále byl připomenut v několika hudebních dílech.